# Julio Londoño Londoño
Julio Londoño Londoño (Abejorral, Colombia, 14 de mayo de 1901 - Bogotá, Colombia, 13 de junio de 1980) fue un precursor de los estudios geopolíticos en Colombia y en América Latina y un destacado militar e historiador.

## Biografía

### Presidente de la Academia de Historia
En 1967 fue nombrado como Presidente de la Academia Colombiana de Historia donde se encargó de presentar la obra Historia Extensa de Colombia. Su discurso de recepción de miembro de número, pronunciado el 23 de octubre de 1956, titulado: La Influencia de la Geografía en la Historia de Colombia es reconocido como determinante en los estudios históricos y geográficos del país.

### Miembro de Sociedades Científicas
Perteneció a diversas sociedades científicas. También fue miembro de número de la Sociedad Geográfica de Colombia y correspondiente de la Real Academia de Historia de España.

### Geopolítica
Se reconoce como el principal exponente de la geopolítica en Colombia, y fue uno de los principales impulsores de los estudios geopolíticos en América Latina, junto con Carlos de Meira, Therezina de Castro del Brasil; Juan Guglialmelli de Argentina.

## Obra
Su libro Geopolítica de Colombia publicado en 1949 fue escogido por la Sociedad Geográfica de Colombia y la Cámara Colombiana del Libro como una de las 10 Obras más Representativas de la Geografía en Colombia en el Siglo XX.
La obra del General Londoño está reunida en 14 libros y más de cien artículos, en publicaciones nacionales e internacionales. No sólo trató los temas geopolíticos sino también abordó el ensayo sociológico, economía, antropología, geografía política, estrategia y temas relacionados con el libertador Simón Bolívar.
Es autor de varios libros de geopolítica e historia, entre los cuales vale la pena resaltar: Geopolítica de Colombia (1949), Nación en Crisis (1955), Los Fundamentos de la Geopolítica (1978).
- Datos: Q11170638